# Rat für deutsche Rechtschreibung
El Rat für deutsche Rechtschreibung (RdR; "Consell de l'ortografia alemanya") és el principal òrgan internacional regulador de la llengua alemanya.
Amb seu a Mannheim, Alemanya, el RdR es va formar l'any 2004 com a successor del Zwischenstaatliche Kommission für deutsche Rechtschreibung ("Comissió intergovernamental de l'ortografia alemanya") per tal que constés tant de partidaris com de detractors de la Reforma de l'ortografia alemanya del 1996 (i les consegüents reformes).
Actualment la RdR està formada per 39 membres dels següents estats i regions:
- Alemanya: 18 consellers
- Àustria: 9 consellers
- Suïssa: 9 consellers
- Plantilla:Country data South Tyrol Província de Bolzano-Bozen - Sud-Tirol (Itàlia): 1 conseller
- Comunitat Germanòfona de Bèlgica: 1 conseller
- Liechtenstein: 1 conseller

Tot i tenir l'alemany com una de les seves llengües oficials, Luxemburg, que no es va implicar en la concepció de la reforma el 1996, no forma part del consell. El govern de Luxemburg va adoptar unilateralment la reforma i, atesa la seva eficiència, és ben acceptada pels professors del país. Segons el diari més important del ducat, el Luxemburger Wort, Luxemburg no es considera a si mateix un estat germanòfon (l'única llengua nacional és el luxemburguès i, per tant, no té dret de formar part del consell. No obstant això, resulta interessant posar en relleu, que Luxemburg participa en la Francofonia i té membres a l'Académie française, si bé el francès disposa del mateix estatus que l'alemany.
El president de la Gesellschaft für deutsche Sprache és membre del consell. L'any 2003, la RdR, la GfdS, el Goethe-Institut i l'Institut de la Llengua Alemanya, van fundar el Consell de Llengua Alemanya (Deutscher Sprachrat) a la qual es va unir posteriorment el Servei Alemany d'Intercanvi Acadèmic (DAAD).